# Осепьян, Марк Данилович
Марк Данилович Осепьян (род. 5 июня 1937 года, Москва) — советский и российский кинорежиссёр и кинооператор. Заслуженный деятель искусств Российской Федерации (1996).

## Биография
Родился 5 июня 1937 года в Москве. В 1963 году окончил операторский факультет ВГИКа (мастерская Б. Волчека), а в 1967 году — Высшие курсы сценаристов и режиссёров. С 1967 года — режиссёр киностудии имени М. Горького.
В кино творческий путь начинал как кинооператор. Один из режиссёров киножурнала «Ералаш».
Фильм «Иванов катер» (1972) лёг «на полку», но в 1987 году был восстановлен и выпущен на экран.

## Фильмография

### Режиссёр[1]
- 1967 — Три дня Виктора Чернышёва
- 1972 — Иванов катер
- 1979 — Возвращение чувств
- 1981 — Ришад — внук Зифы
- 1982 — Однолюбы
- 1989 — Стеклянный лабиринт

#### Режиссёр сюжетов «Ералаша»
- 1975 — Выпуск № 3 (сюжет «English lesson / Урок английского»)
- 1975 — Выпуск № 5 (сюжет «Очевидное-невероятное»)
- 1976 — Выпуск № 10 (сюжет «Мечты»)
- 1985 год в кино — Выпуск № 51 (сюжет «Для тех, кто спит»)

#### Режиссёр сюжетов «Фитиля»
- 1969 — Выпуск № 89 (сюжет «Вирус инерции»)
- 1970 — Выпуск № 95 (сюжет «Человек и механизм»)

#### Режиссёр документального кино
- 1970 — Элисо Вирсаладзе (документальный)

### Оператор
- 1966 — Женщины
- 1976 — Багдасар разводится с женой
- 1984 — Второй раз в Крыму

## Призы и награды
- 1968 — Премия Ленинского комсомола за фильм «Три дня Виктора Чернышёва».
- 1996 — Заслуженный деятель искусств Российской Федерации — за заслуги в области искусства[2].